# Youcef Sabri Medel
Youcef Sabri Medel (arabisch يوسف صبري ميدل; * 5. Juli 1996 in Algier) ist ein algerischer Badmintonspieler, der die Afrikameisterschaften fünf Mal im Herrendoppel und dreimal mit der algerischen Nationalmannschaft der Herren gewonnen hat.

## Karriere
Medel feierte seine ersten Erfolge im Juniorenbereich, nachdem er bereits im Vorjahr bei den Morocco International auf dem Podium stand, als er 2014 bei den African Youth Games im Herreneinzel Dritter wurde und mit Mohamed Guelmaoui ins Endspiel einzog. Zwei Jahre später erspielte er mit dem Herrenteam bei den Afrikameisterschaften die Bronzemedaille. 2017 wurde Medel an der Seite von Koceila Mammeri im Herrendoppel Afrikameister. Im folgenden Jahr war er Teil der Nationalmannschaft, die zum ersten Mal für Algerien die Kontinentalmeisterschaften gewinnen konnte. Im Finale des Doppelwettkampfs unterlag Medel mit Mammeri im Finale gegen seine Landsleute Adel Hamek und Mohamed Abderrahime Belarbi. 2019 triumphierte er mit seinen Siegen bei den Kenya International, den Egypt International, den Algeria International und den South Africa International erstmals auch bei Wettbewerben der Badminton World Federation. Außerdem erreichte Medel bei den Zambia International in zwei Disziplinen das Finale. Bei den Afrikaspielen erspielte er mit dem Nationalteam die Silbermedaille, während er zum zweiten Mal die Afrikameisterschaft im Herrendoppel gewann. Bei der nächsten Austragung der Kontinentalmeisterschaften verteidigte Medel sowohl im Herrendoppel als auch beim Mannschaftsturnier seinen Titel. 2021 siegte der Algerier zum ersten Mal bei einem internationalen Turnier außerhalb von Afrika, als er bei den Peru International erfolgreich war und setzte sich im Endspiel der Afrikameisterschaften gegen die Ägypter Ahmed Salah und Abdelrahman Abdelhakim durch, womit er den Titel im dritten Jahr in Folge mit Mammeri gewann. Mit der Nationalmannschaft scheiterte Medel im Endspiel an dem ägyptischen Team. Im folgenden Jahr triumphierte er bei den Kontinentalmeisterschaften sowohl im Herrendoppel als auch mit der algerischen Nationalmannschaft.

## Sportliche Erfolge
| Jahr | Veranstaltung                   | Platz | Disziplin    | Spielpartner      |
| ---- | ------------------------------- | ----- | ------------ | ----------------- |
| 2013 | Morocco International 2013      | 3.    | Herreneinzel |                   |
| 2014 | African Youth Games 2014        | 2.    | Herrendoppel | Mohamed Guelmaoui |
| 2014 | African Youth Games 2014        | 3.    | Herreneinzel |                   |
| 2016 | Afrikameisterschaft 2016        | 3.    | Mannschaft   | Algerien          |
| 2017 | Afrikameisterschaft 2017        | 1.    | Herrendoppel | Koceila Mammeri   |
| 2018 | Afrikameisterschaft 2018        | 1.    | Mannschaft   | Algerien          |
| 2018 | Afrikameisterschaft 2018        | 2.    | Herrendoppel | Koceila Mammeri   |
| 2019 | Kenya International 2019        | 1.    | Herrendoppel | Koceila Mammeri   |
| 2019 | Egypt International 2019        | 1.    | Herrendoppel | Koceila Mammeri   |
| 2019 | Algeria International 2019      | 1.    | Herrendoppel | Koceila Mammeri   |
| 2019 | South Africa International 2019 | 1.    | Herrendoppel | Koceila Mammeri   |
| 2019 | Zambia International 2019       | 2.    | Herrendoppel | Koceila Mammeri   |
| 2019 | Zambia International 2019       | 2.    | Herreneinzel |                   |
| 2019 | Afrikaspiele 2019               | 2.    | Mannschaft   | Algerien          |
| 2019 | Afrikameisterschaft 2019        | 1.    | Herrendoppel | Koceila Mammeri   |
| 2020 | Afrikameisterschaft 2020        | 1.    | Herrendoppel | Koceila Mammeri   |
| 2020 | Afrikameisterschaft 2020        | 1.    | Mannschaft   | Algerien          |
| 2021 | Peru International 2021         | 1.    | Herrendoppel | Koceila Mammeri   |
| 2021 | Afrikameisterschaft 2021        | 1.    | Herrendoppel | Koceila Mammeri   |
| 2021 | Afrikameisterschaft 2021        | 2.    | Mannschaft   | Algerien          |
| 2022 | Afrikameisterschaft 2022        | 1.    | Herrendoppel | Koceila Mammeri   |
| 2022 | Afrikameisterschaft 2022        | 1.    | Mannschaft   | Algerien          |